# 中投東、西路
中投西路（英文：Zhongtou W. Road）、中投東路（英文：Zhongtou E. Road），為台灣臺中市的重要的南北向道路之一，共有三段。北接五權南路，南接草屯墩煌路，是中投公路的高架橋下道路。

## 概況
中投西路、中投東路是在闢建時中投公路連帶開闢的，是臺中市的南北向道路，而名稱來自於高架橋名中投公路。
中投西路、中投東路全線皆配置雙向四至六車道（分別為單向二至三車道），並設置中央綠化安全島。中投西東路和草屯墩煌路連接了霧峰和草屯，是這些中投之間的往來要道，故為臺中市具重要性的道路之一。

## 行經行政區域
（由南至北）
- 霧峰區
- 大里區

## 分段
中投西路、中投東路共分為三段：
- 南端過大肚溪續接草屯鎮墩煌路四段
- 一段：北岸路－北豐路
- 二段：北豐路－峰堤路
- 三段：環河路一段－五權南路
- 北端續接五權南路